# Ti sposerò (Loredana Errore)
Ti Sposerò è un brano musicale scritto da Francesco Silvestre, composto da Giulio Iozzi ed interpretato dalla cantante italiana Loredana Errore, estratto come secondo singolo dal suo secondo album, Pioggia di comete.
Il brano, prodotto da Diego Calvetti e pubblicato dalla casa discografica Sony Music, è in rotazione radiofonica dal 5 ottobre 2012 ed in contemporanea disponibile per il download digitale.

## Il video
Il video musicale, reso disponibile in anteprima dal 30 ottobre in contemporanea sul sito Tgcom24 e Video Mediaset, è stato distribuito universalmente su tutti i canali dal 2 novembre successivo. Loredana interpreta la canzone raccontando la storia d'amore di due giovani, interpretati da due attori, il protagonista maschile è infatti Davide Iacopini, uno degli attori principali del film Diaz, mentre la protagonista femminile è Eugenia Tempesta. Il video vede la regia di Jacopo Adalberto Farina e Marco Proserpio.
Il video è stato premiato nella decima edizione del "Premio Roma Videoclip – Il Cinema incontra la Musica" a Roma il 5 dicembre 2012.

## Tracce
Download digitale
Testi di Francesco Silvestre, musiche di Giulio Iozzi.
1. Ti Sposerò – 3:36